# 아시안 게임 동티모르 선수단
아시안 게임 동티모르 선수단은 동티모르 대표로 아시안 게임에 참가하는 선수단이다.

## 같이 보기
- 올림픽 동티모르 선수단